# Éparchie Saint-Sauveur de Montréal des Melkites
L'éparchie Saint-Sauveur de Montréal est une éparchie catholique melkite qui a été érigée canoniquement le 1er septembre 1984 par le pape Jean-Paul II. Son évêque est Mgr Milad Jawish. Il siège à la cathédrale Saint-Sauveur de Montréal. Cette éparchie, directement sujette au Saint-Siège, est de rite melkite. Il y a 40 000 fidèles melkites à Montréal, au Canada.

## Histoire
Avant l'élévation à l'éparchie, de 1980 à 1984 le territoire melkite s'appelait l'exarchat apostolique du Canada pour les fidèles du rite oriental melkite. Le premier évêque qu'ont eu les melkites s'appelle Michel Hakim, aujourd'hui décédé (2007). Sleiman Hajjar était l'évêque de 1998 à 2002, année où il est décédé en fonctions et moment où Mgr Ibrahim l'a remplacé. Depuis 2021, l'évêque est Milad Jawish.
Les melkites de Montréal ont cinq prêtres diocésains, neuf prêtres religieux, un diacre permanent et neuf religieux frères, selon les données de 2004. Ils ont un total de trois paroisses. Avant 2000, il y avait douze paroisses, mais elles ont depuis été regroupées.